# 卡斯特公園 (伊利諾伊州)
卡斯特公園（英語：Custer Park）是位於美國伊利諾伊州威爾縣的一個非建制地區。該地的面積和人口皆未知。

## 地理
卡斯特公園的座標為41°14′43″N 88°07′48″W / 41.24528°N 88.13000°W，而該地的平均海拔高度為171米（即581英尺）。